# José Berni Catalá

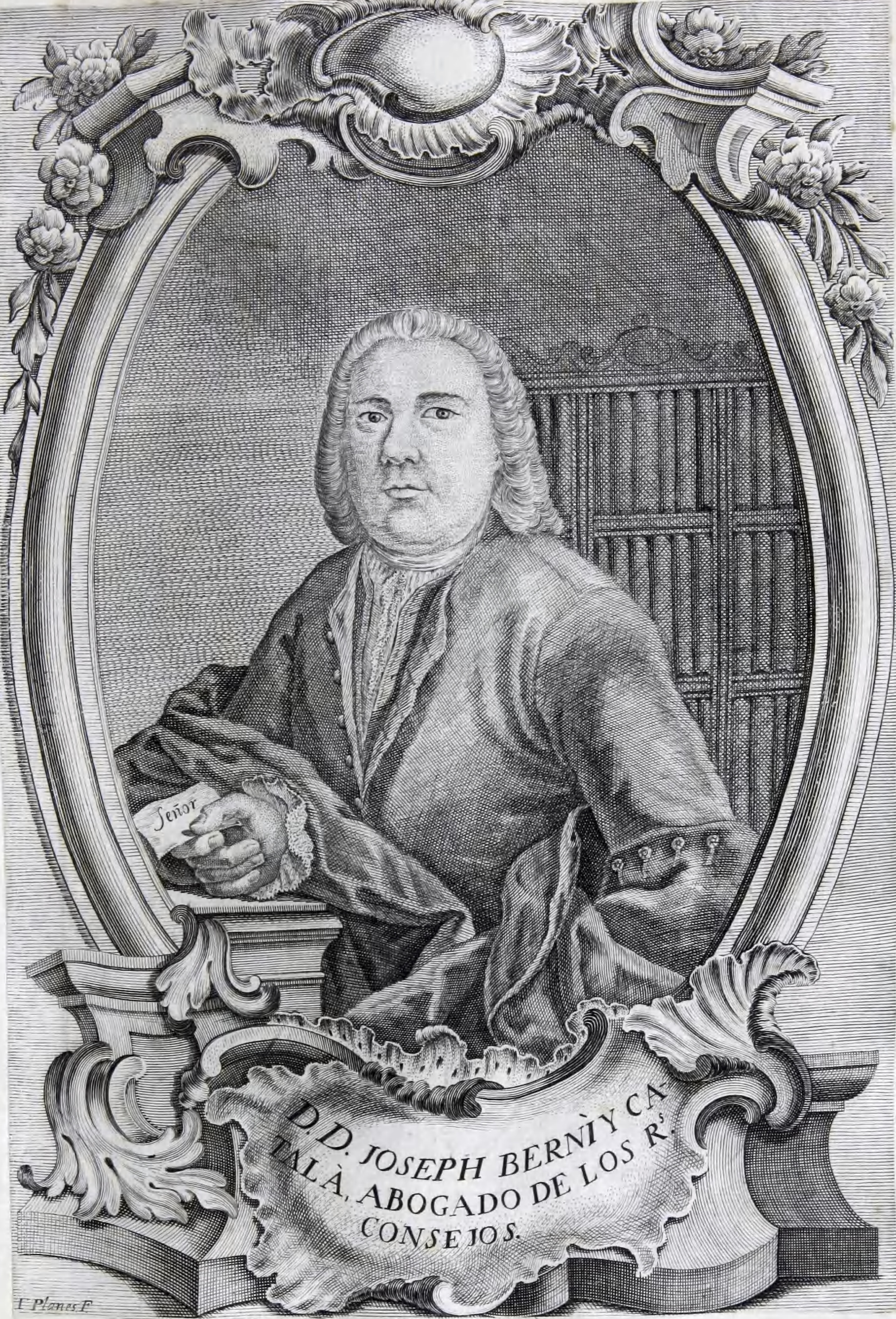

José Berni Catalá fue un jurisconsulto valenciano del siglo XVIII, promotor de la fundación del Colegio de Abogados de Valencia en 1759, y autor de relevantes obras jurídicas, entre las que cabe citar:
- Instituta civil y real (1745), obra para brindar a los juristas los instrumentos necesarios para formarse en los principios del Derecho romano teórico y práctico y en las leyes de España.
- Índice de las Leyes de la Siete Partidas del rey D. Alfonso El Sabio : copiándose el que publicò el Lic.do Gregorio López de Tovar ... en Salamanca, y Oficina de Portonariis, año 1576 : y en esta edición se han puntualizado muchas citas y corregido las ... erratas ... ; y añadido proposiciones ....(1757)[4]
- Apuntamientos sobre las leyes de Partida al tenor de las leyes recopiladas, autos acordados, autores españoles y practica moderna (1759).[5]
- Creación, antigüedad y privilegios de los títulos de Castilla (1769)[6]

## Premio "Berni y Catalá" del ICAV
En su honor, el Ilustre Colegio de Abogados de Valencia ha instituido el Premio Berni y Catalá, que concedió por primera vez en 2014, y que distinguirá cada año a aquel magistrado, fiscal o secretario "que se haya destacado en su labor y en su relación con la abogacía".